# Phemonopsis cylindricus
Phemonopsis cylindricus – gatunek chrząszcza z rodziny kózkowatych i podrodziny zgrzypikowych. Jedyny przedstawiciel rodzaju Phemonopsis.

## Zasięg występowania
Gatunek ten występuje w Papui Nowej Gwinei.